# Меликова, Наджиба Гашым кызы
Наджиба Гашым кызы Меликова (азерб. Nəcibə Haşım qızı Məlikova) — азербайджанская советская актриса, Народная артистка Азербайджанской ССР (01.06.1974).

## Биография
Родилась 25 октября 1921 года в посёлке Бузовна города Баку. Несмотря на то, что Наджиба Меликова больше известна как киноактриса, её творчество неразрывно связано с театром. Начальное образование получила в селе. С 1940 по 1943 годы училась в Бакинской Театральной школе в классе Азербайджанской Народной артистки Фатьмы Кадри. Окончив школу, по своему желанию начала работать в Гянджинском Государственном Драматическом Театре. Вскоре вернувшись в Баку, поступила в Театральный институт, окончила его в 1951 году. С 1952 года в Национальном Драматическом Театре выступала в эпизодических ролях, но её сценическая деятельность началась значительно раньше — в 1938 году. Наджиба Меликова больше всего получала роли в драмах, своих современников, также мировых литераторов. Не менее популярны комедийные роли великой актрисы.
10 июня 1959 года Наджиба Меликова получила звание «Заслуженный артист Азербайджанской ССР», а уже 1 июня 1974 года стала народной артисткой Азербайджана.
Скончалась 27 июля 1992 года в Баку. Похоронена на Аллее почётного захоронения.

## Театральные работы
Наджиба ханум Меликова испоняла роли в нижеуказанных театрализованных пьесах:
- Шоля ханум — «Визирь Лянкаранского ханства» (М. Ф. Ахундов);
- Хумар — «Шейх Санан» (Г. Джавид);
- Хураман — «Вагиф» (С. Вургун);
- Садгия Хатун — «Меч и перо» (М. С. Ордубади)
- Хумар — «Шейх Санан» (Гусейн Джавид)
- Фирангиз — «Сиявуш» (Абдулрагим бек Хагвердиев)
- Беюкханым — «Айдын» (Джафар Джаббарлы)
- Сона — «в 1905 году» (Джафар Джаббарлы)
- Эдэля — «Севиль» (Джафар Джаббарлы)
- Атлас — «Жизнь» (Мирза Ибрагимов)
- Ясамен — «Алигулу женится» (Сабит Рахман)
- Фируза — «Ветры» (Сабит Рахман)
- София Ивановна — «Зиковы» (Максим Горький)
- Огудалова — «Девушка без приданого» (Александр Островский)
- Малахат — «Странный парень» (Ильяс Эфендиев) и т. д.

## Фильмография

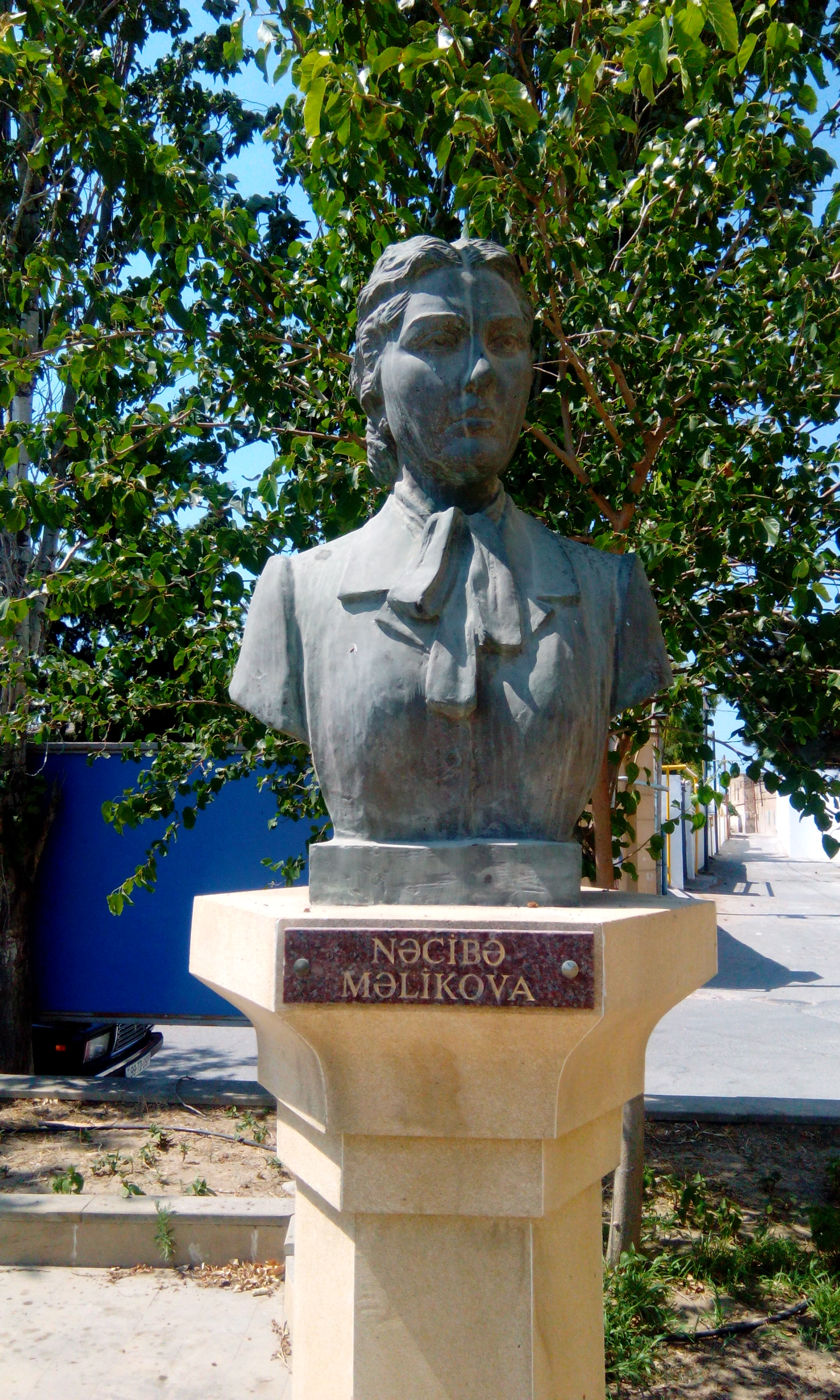
Бюст Наджибы Меликовой в Бузовне

Наджиба Меликова исполняла лирическо-драмматические, эмоциональные, благожелательные роли.
- 1947 — Фатали-хан — Хадиджа
- 1950 — Огни Баку — Мирварид (дублирует Н. Чередниченко)
- 1958 — Мачеха — Диляра (мачеха Исмаила)
- 1960 — Айгюн
- 1961 — Сказание о любви — Салима (дублирует М. Блинова)
- 1963 — Где Ахмед? — Наргиз
- 1965 — Аршин Мал-Алан — Джаган-Хала
- 1968 — Именем закона — Заринтадж (дублировала Тамара Сёмина)
- 1981 — Аккорды долгой жизни